# Perdóname (canción del Dúo Dinámico)
Perdóname es una canción del grupo musical español Dúo Dinámico, publicada en 1962.

## Descripción
Se trata de una balada romántica, en la que se ha destacado el tono vocal, la orquestación y el solo de trompeta.
En cuanto a la letra, se implora el perdón a un antiguo amor por la comisión de un error (presuntamente una infidelidad), al tiempo que se ruega reiniciar la relación. Desde una perspectiva de género, y décadas después, se ha interpretado que en aquél momento hubiera sido impensable dado el contexto social, que el tema hubiese sido interpretado por una mujer.
Se trata de uno de los mayores éxitos en la carrera de los artistas, alcanzando, durante 14 semanas el número uno en las listas de éxitos del mercado musical español. Además también consiguió entrar en las listas de los más vendidos en algunos países latinoamericanos, como Perú.

## Versiones
En 1962, el mismo año de su publicación, se versionó por el cantante italiano Mari Marini. En 1995 sería José Guardiola quien grabara de nuevo la canción en su LP Creemos en el amor. Lolita acompañó al Dúo Dinámico en una nueva grabación del tema en 2011.